# Family Party
《Family Party》（日語：ファミリーパーティー）是Kyary Pamyu Pamyu的第9張單曲。2014年4月16日由日本華納音樂發售。

## 概要
與前作《夢想起跑～鈴～鈴》相隔約2個月。單曲分為初回限定盤和通常盤2種形態發售，歌曲依照慣例由中田康貴擔任製作人。

## 收錄曲

### CD
全作詞、作曲、編曲：中田康貴
1. Family Party（ファミリーパーティー） 
  - 東寶電影《蠟筆小新 決勝！逆襲的機器爸爸》片尾曲
2. Scanty Skimpy
3. INVADER INVADER -加長混音版-（インベーダーインベーダー -extended mix-）
4. Family Party–演奏版-（ファミリーパーティー -instrumental-）
5. Scanty Skimpy–演奏版-（Scanty Skimpy -instrumental-）

### 初回限定盤DVD
初回限定盤A
1. 《100%傳達給你》舞蹈教學影片by 卡莉舞群（キミに100パーセント ふりつけビデオ by きゃりーダンサー）

初回限定盤B
1. 《INVADER INVADER》舞蹈教學影片by 卡莉舞群（インベーダーインベーダー ふりつけビデオ by きゃりーダンサー）

## 外部連結
- YouTube上的《Family Party》音樂影片
- 臺灣華納音樂單曲頁面